# Murwi
Murwi é uma das seis comunas existentes na província de Cibitoke, no Burundi.